# بحث عن جمال
بحث عن جمال (بالإنجليزية: Search for Beauty)‏ هو فيلم أبيض وأسود درامي كوميدي أمريكي صدر عام 1934 ما قبل الكود، أخرج الفيلم إيرل سي. كينتون وبطولة بستر كراب وإيدا لوبينو. ويتضمن بعض المشاهد الموسيقية الرياضية على غرار أسلوب باسبي بيركلي. صدر الفيلم قبل عيد ميلاد لوبينو السادس عشر بفترة وجيزة.

## ملخص الفسلم
أبطال أوليمبي جاكسون (لاعبة سباحة) وهيلتون (لاعبة غطس) يصبحان وجه مجلة للصحة والجمال. في المقابل يتعاون محتالون من المجرمين السابقين مع ناشر المجلة لإسقاطهما كواجهة لقصص وصور خليعة.

## طاقم التمثيل
- باستر كراب بدور دون جاكسون
- إيدا لوبينو بدور باربرا هيلتون
- روبرت أرمسترونج بدور لاري ويليامز

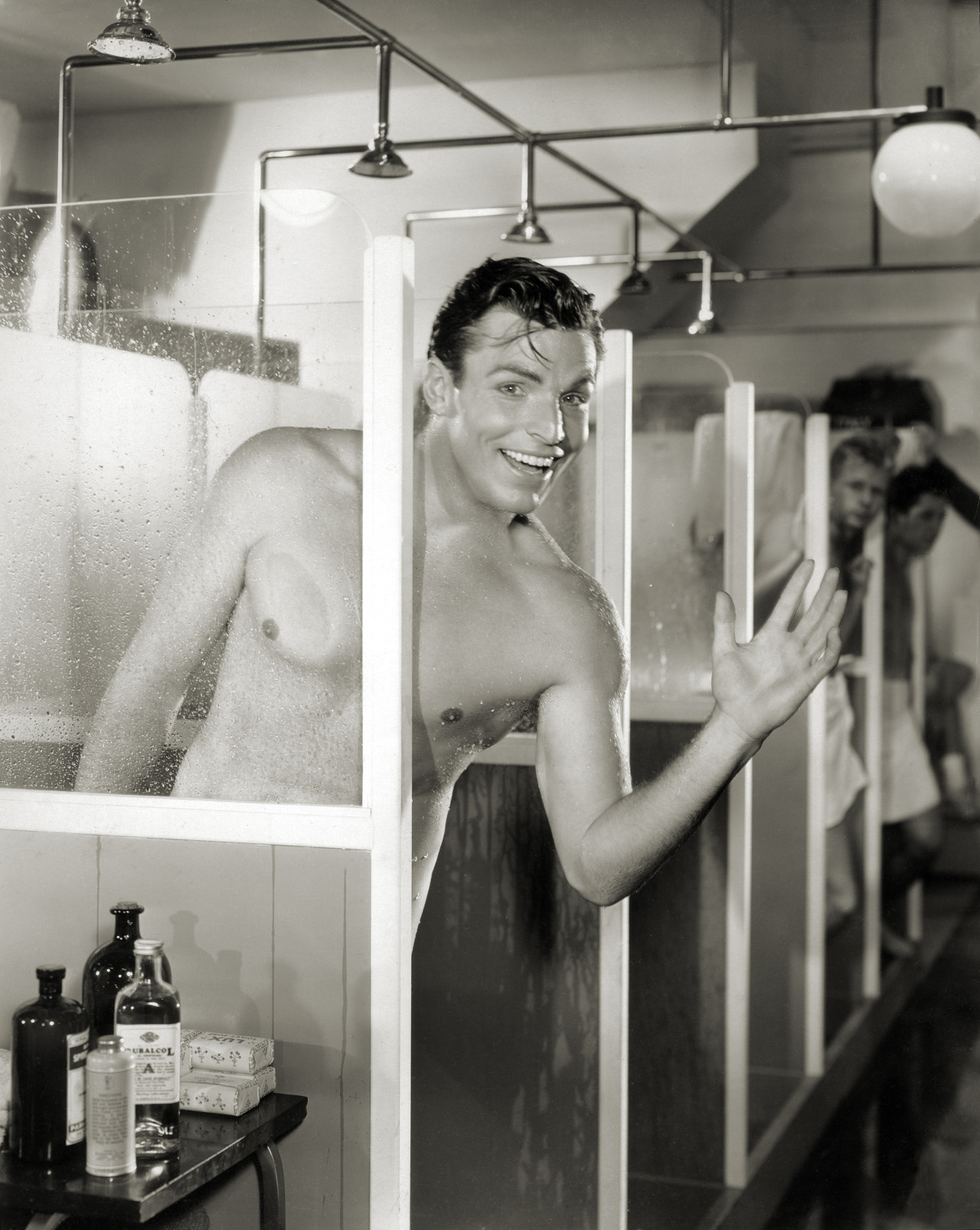
بوستر كراب في لقطة دعائية للفيلم.

- جيمس جليسون بدور دان هيلي، "الناشر"
- توبي وينج بدور سالي بالمر، ابنة عم باربرا
- جيرترود مايكل بدور جان سترينج
- برادلي بيج بدور جو جاريت
- فرانك ماكجلين الأب بدور القس رانكين
- نورا سيسيل بدور الآنسة بيتيجرو
- فيرجينيا هاموند بدور السيدة أرشيبالد هندرسون-جيمس
- إيدي جريبون بدور أدولف نوكلر
- جيمس ب. "بوب" كينتون بدور القائم بأعمال المنزل
- لين باري بدور كمشاركة في مسابقة ملكة جمال (غير مذكور)
- موريس كوستيلو كضيف في مركز صحي (غير مذكور)
- جويزيل جوينر كمشاركة في مسابقة الجمال (غير مذكور)
- آن شيريدان كفائزة مسابقة الجمال في تكساس (غير مذكور)

## روابط خارجية
- بحث عن جمال في قاعدة بيانات تيرنر كلاسيك موفيز للأفلام.
- بحث عن جمال  في قاعدة بيانات الأفلام على الإنترنت (بالإنجليزية)